# الأسرة في المثل الشعبي الفلسطيني والعربي (كتاب)
«الأسرة في المثل الشعبي الفلسطيني والعربي» من تأليف عبدالكريم عيد الحشاش، طبع هذا الكتاب بتشرين أول 1988م في المطبعة العلمية بدمشق، وعدد النسخ 2000 نسخة، وهو من القطع الكبير، وعدد صفحاته 348، ولوحة الغلاف للفنان الفلسطيني محمد الركوعي، ويحتوي هذا الكتاب على الأمثال الفلسطينية المتعلّقة بالأسرة منذ تشكلها حتى فنائها، وقورنت هذه الأمثال بنظائرها في البلاد العربية سواء في المشرق أو المغرب، والأمثال متشعبة ومتنوعة، ولا يعدم المطالع لها من وجود مثل ونقيضه، ومنها ما يحثّ على الزواج ومنها ما ينفّر منه، ومنها ما يفضّل الزواج من الأقارب وأخرى تنصح بالزواج من الأباعد، وتشمل الأمثال التي ترغّب بالزواج من الصغار، وعكسها يرغّب في الزواج من الكبار، وكذا الفقراء والأغنياء، والجمال والقبح، والزواج من الأرامل، ويظهر إجراءات الخطوبة، وتكاليف العرس، وما يترتّب عليه من احتفالات ونفقات، وتعدد الزوجات، والطلاق والضرائر، وبرّ الوالدين وعقوقهما.

## طبيعة الكتاب
- إنّ هذا الكتاب يبيّن الطريقة التي تختار بها الزوجة، والفلسفة التي تتعامل بها الأسرة مع الجيران والأقارب والضيوف، وهناك أمثال إيجابية وأمثال سلبية، وليست الأمثال حقائق يجب أخذها بالمطلق، بل فيها الغثّ وفيها السمين، ويجب أن يعمل المرء ذهنه في المثل، ولا يأخذه على علاته، فالأمثال متنوّعة تنوّع الناس، وكلّ طبقة أو فئة تجد ما يناسبها من أمثال، وقال أحد الأمثال: مجنون من صدّق المثل.
- اعتمد الكاتب على أمثال سمعها ودوّنها وأخرى أتى بها من المصادر الخاصة بالأمثال الشعبية، المنبثقة من أشعار أو حكم أو آيات قرآنية كريمة، وأحاديث نبويّة شريفة، والبعض له أصل من الأمثال الفصيحة.

## فصول الكتاب
- الخطبة- المهر- الساعي في الخطبة- زواج البدل- البوار- العرس والزفاف- احتفالات العرس- الحياة الزوجية- الحمل والمخاض- حبّ الأطفال ودلالهم- العقم- الأبناء والبنات- الأهل والأقارب- الأب والأم- الأخوة والأخوات- العم والخال- الأجداد والأحفاد- الصهر والنسيب- الحماة والكنة- الضرائر- الضرة والسلفة- زوجة الأب- زوج الأم- الطلاق- الأرامل- اليتم- الحداد- الندب....إلخ
- وضع الكاتب المثل الفلسطيني كأساس، ثمّ أدرج الأمثال الشعبية لكل قطر عربي، وما يشابه المثل أو ما يضادّه، وألحق الكتاب بقائمة للمصادر الفلسطينية التي استقى منها الأمثال، وكذا المصادر والمراجع العربية.